# サン・ビセンス教会

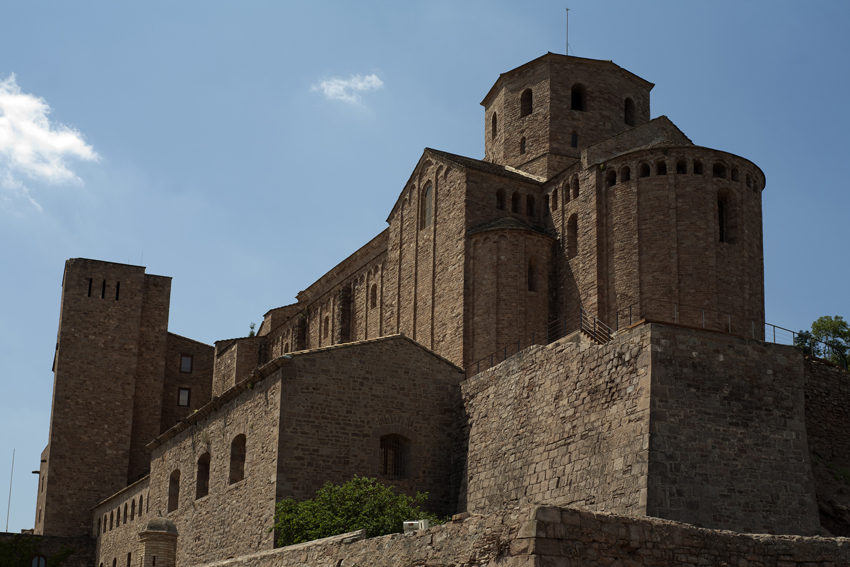
サン・ビセンス教会（南東より望む）

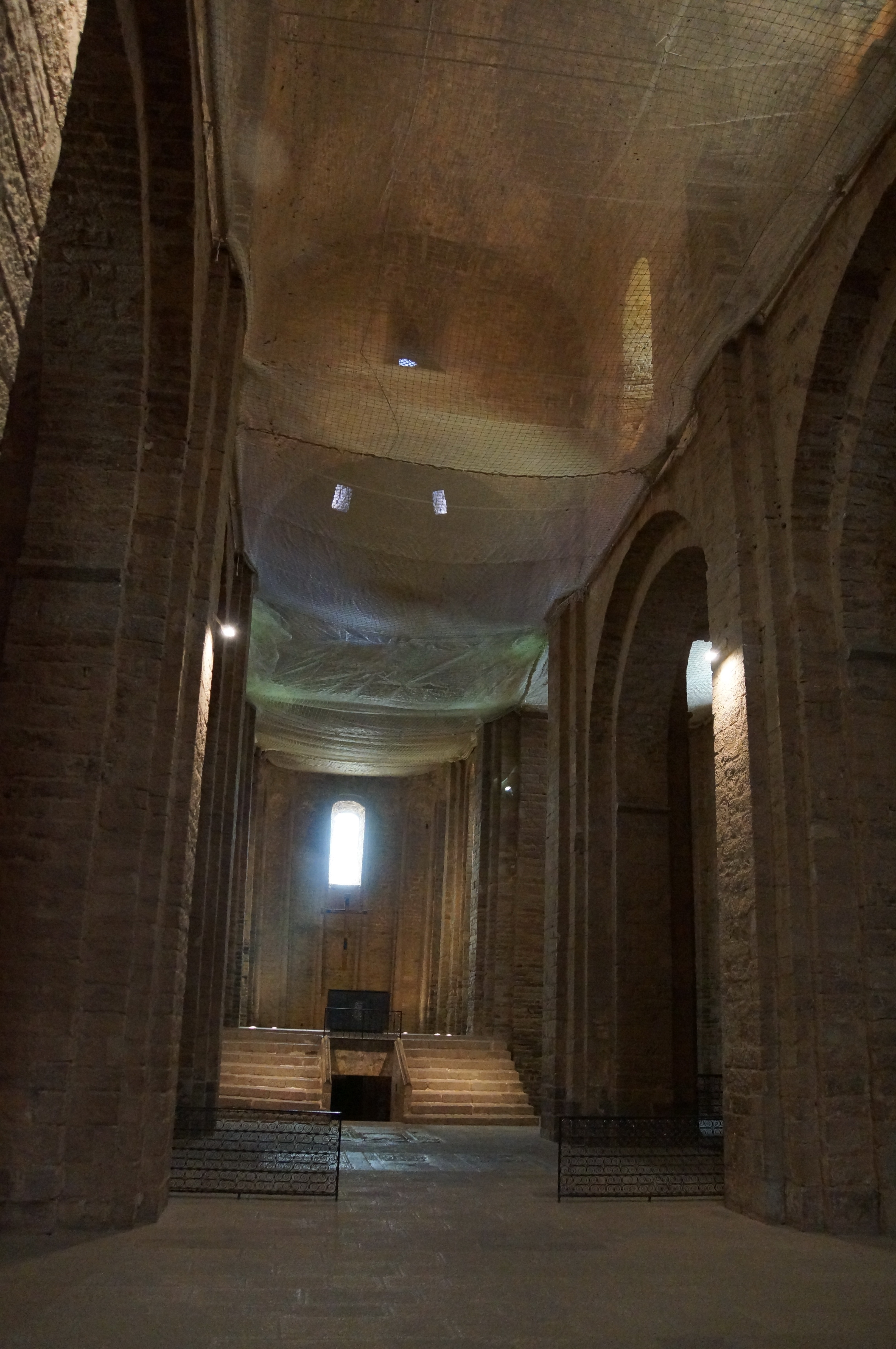
身廊より内陣を見る。2つの階段があり、その間にクリプトへの入り口がある。

サン・ビセンス教会（カタルーニャ語: Església de Sant Vicenç de Cardona スペイン語: Iglesia de San Vicente de Cardona）はスペインカタルーニャ州のカルドナに現存するロマネスク建築の教会堂。その建築はイタリア北部、ロンバルディア地方のロマネスクの影響をうけている。献堂は1040年で、現在パラドールとして利用されている城砦の、縄張り内部東端に位置する。
パラドールの中庭を東へ抜けるとすぐ見える教会堂の西正面は、小さなアトリウムと、その奥に極めて簡素なファサードを持つ。東の城壁の方へ回りこんで後陣の外観を見上げれば、ロンバルディアロマネスクの特徴であるロンバルディア帯を確認することができる。
内部は三廊式のバシリカで、身廊と側廊を隔てる大アーケードの上部にはただ高窓だけが配され、天井は半円筒ヴォールトが架けられている。交差部の天井には採光用の小窓が開けられた小さな円蓋が配されており、南北に伸びる翼廊は側廊の幅までしかなく張り出してはいない。交差部の東には階段が設えてあり内陣と後陣は交差部よりも若干高くなっている。その下にはクリプトも設置されている。なお、入口のポーチの天井にはかつて壁画が描かれていたが、現在はカタルーニャ美術館へ移されている。
教会にはかつてのカルドナ公ジュアン1世（Joan Ramon Folc I de Cardona）の墓がある。